# Paracuellos de Jarama
Pour les articles homonymes, voir Paracuellos (homonymie).
Paracuellos de Jarama est une ville espagnole située dans la communauté autonome de Madrid, à environ 20 km au nord-est de la capitale, et à proximité de l'aéroport Adolfo Suárez, de Madrid-Barajas.
Les principales attractions sont la zone de loisirs de la rivière Jarama et de la pratique du parapente.
Les principaux monuments sont l'église de la nus San Francisco, le Palais de Medinaceli, dont la structure est encore parfaitement conservée. Le château Malsobaco un simple bâtiment rectangulaire d'origine arabe, entouré par un mur qui se trouve sur une colline au sud-ouest de Paracuellos.

## Massacres de Paracuellos
Entre le 7 novembre et le 4 décembre 1936, plus de 2 500 personnes, hommes, femmes, enfants de toutes origines sociales, militaires, civiles et religieuses et de tous âges considérées comme opposées aux thèses républicaines furent sorties de prison en 23 convois sous prétexte de les transférer loin de la ligne de front et fusillés sommairement[source insuffisante].
Une polémique existe sur la réelle responsabilité de Santiago Carrillo dans ces faits. S'il n'a pas été prouvé qu'il était à l'origine de ces 23 transferts, il a été confirmé par différents diplomates de l'époque qu'il en avait été informé et que, fort de sa fonction à la Direction Générale de la Sécurité, il aurait pu les empêcher.
À noter que certains leaders anarchistes comme Melchior Rodriguez (délégué aux prisons), pourtant peu enclins à la clémence, se sont opposés physiquement à la sortie de ces convois (7/11/1936) et ont préféré démissionner de leur poste (14/11/1936) pour ne pas cautionner ces tueries.

## Personnalités
- Álvaro Alcalá Galiano y Vildósola (1873-1936), peintre mort à Paracuellos de Jarama.